# Eleonora di Navarra
Eleonora di Trastamara o Eleonora I di Navarra o Eleonora d'Aragona-Navarra (Leonor in spagnolo, asturiano, in galiziano, in portoghese, in aragonese e in basco, Elionor in catalano. Alienora in latino, Eleanor in inglese e Aliénor o Éléonore in francese, Eleonore in tedesco e Eleonora in fiammingo; Olite, 2 febbraio 1425 – Tudela, 12 febbraio 1479) principessa discendente dalla casa reale di Navarra, Aragona e Castiglia, fu contessa consorte di Foix dal 1436 al 1472 poi contessa reggente sino alla sua morte, sovrana de jure di Navarra dal 1464 al 1479 e regina effettiva di Navarra per circa tre settimane nel 1479.

## Origini familiari
Eleonora, sia secondo Pierre de Guibours, detto Père Anselme de Sainte-Marie o più brevemente Père Anselme, sia secondo la Chroniques romanes des comtes de Foix, era la figlia quartogenita (terza femmina) del principe di Castiglia e León e d'Aragona, duca di Peñafiel e futuro re di Navarra, della corona d'Aragona e di Sicilia Giovanni II e della sua prima moglie, la ex regina consorte di Sicilia e futura regina di Navarra Bianca di Navarra, che era la figlia terzogenita del re di Navarra, conte di Évreux e duca di Nemours, Carlo III detto il Nobile (figlio maschio primogenito del re di Navarra Carlo II il Malvagio e di Giovanna di Francia, figlia del re di Francia Giovanni II il Buono e Bona di Lussemburgo) e di Eleonora Enriquez, secondogenita del re di Castiglia e León Enrico II di Trastamara e di Giovanna Manuele.
Giovanni II di Aragona era il figlio terzogenito (secondo maschio) del principe di Castiglia e León, e futuro re della corona d'Aragona e di Sicilia Ferdinando e di Eleonora d'Alburquerque (1374 - 1435), figlia secondogenita dell'infante di Castiglia e conte d'Alburquerque, Sancho Alfonso (1342-1375) e della di lui moglie Beatrice del Portogallo.

## Biografia
Pochi mesi dopo la nascita, l'8 settembre 1425, la madre di Eleonora, Bianca I, divenne regina di Navarra.
Eleonora, il 30 luglio 1436, a soli undici anni, come ci viene confermato sia da Père Anselme che dal Chroniques romanes des comtes de Foix, sposò il quasi coetaneo, Gastone de Grailly (1423-1472), che, sia secondo Père Anselme, sia secondo la Chroniques romanes des comtes de Foix, era il figlio primogenito del conte di Foix, visconte di Béarn, Coprincipe di Andorra, Visconte di Castelbon e Conte di Bigorre Giovanni I di Foix e di Giovanna d'Albret (il tesoriere della contea di Foix Arnaud Esquerrier (Chroniques romanes des comtes de Foix) cita che Gastone (Mossen Gaston fil de Mossen Johan et de Madona Johana de Labrit)), figlia del connestabile di Francia Carlo I d'Albret, Signore d'Albret e della moglie Maria, Signora di Sully et di Craon. Eleonora era stata promessa a Gastone, nel 1432.
Molto probabilmente, data l'età degli sposi, fu solo un impegno di matrimonio, che fu consumato solo dopo qualche anno, quando Eleonora, dopo aver vissuto alla corte di suo fratello, Carlo, che governava la Navarra per conto dei genitori, si recò, tra il 1441 e il 1442, nella contea di Foix. Il matrimonio era stato organizzato da suo padre Giovanni II, reggente assieme alla cognata Maria di Castiglia, della corona d'Aragona, per avere un forte alleato a nord dei Pirenei.
Quando, nel 1441, alla morte della madre, suo padre, Giovanni, invocando il testamento della moglie, usurpò il trono di Navarra al figlio, il principe di Viana, Carlo e assunse il titolo di re di Navarra, Giovanni II, trovò Eleonora al suo fianco mentre l'altra figlia, Bianca appoggiava il fratello contro il padre.
Nel 1451 tra Giovanni e Carlo si arrivò alla guerra civile ed ancora Eleonora e il marito, Gastone, si schierarono con il padre Giovanni mentre Bianca, moglie dell'erede al trono di Castiglia invocava il suocero affinché aiutasse Carlo.
Dopo la sconfitta del fratello, Carlo, esiliato nel regno di Napoli presso lo zio, il re della corona d'Aragona e di Napoli Alfonso V, Eleonora e il marito si accordarono con Giovanni che, nel 1455, nominò, Eleonora, luogotenente generale del regno di Navarra, dove si trasferirono e si stabilirono a Sangüesa.
Eleonora trovò la Navarra ancora divisa tra i due partiti che si erano formati durante la guerra civile: i beamonteses, seguaci della famiglia Beaumont, partigiani di Carlo e gli agramonteses partigiani dell'antica casa nobiliare degli Agramont, a favore di Giovanni, che l'appoggiarono subito.
Dopo la morte del fratello, nel settembre del 1461, il trono di Navarra sarebbe spettato alla sorella maggiore, Bianca, ma il padre, Giovanni preferì trovare un accordo con Eleonora e il marito di lei, Gastone, il 12 aprile del 1462, fu firmato il trattato di Olite, in cui Eleonora riconosceva il titolo regale al padre, che la confermava luogotenente di Navarra assieme al marito, mentre Bianca, che aveva l'appoggio del partito dei beamonteses veniva imprigionata e consegnata a Gastone, che la faceva trasferire nella contea di Foix.
Quando, nel corso dell'anno, iniziò la guerra civile catalana, Eleonora ed il marito si schierarono a fianco del padre e della matrigna, Giovanna Enríquez.

Bianca, che era stata rinchiusa nel castello di Moncada, a Orthez, il 2 dicembre del 1464, morì avvelenata, molto probabilmente per ordine della sorella, Eleonora. Un cronista dell'epoca definì la morte di Bianca una grande infamia commessa dal conte Gastone IV di Foix e da sua moglie, la principessa donna Eleonora .
Poco prima di morire, pare che Bianca abbia abdicato a favore della sorella, Eleonora
In quegli anni Eleonora, che agì sempre in comune accordo con il marito, Gastone (cercava di barcamenarsi tra Francia, Aragona e Castiglia), recuperò il rapporto con i beamonteses e nel 1468, si trovò a opporsi al padre, che con l'appoggio degli agramonteses ebbe la meglio, la privò del titolo di luogotenente di Navarra, che diede al figlio di Eleonora, Gastone.
Però, dopo la morte del figlio Gastone (1470), Eleonora ritrovò un accordo con il padre che, nel 1471, gli restituì la luogotenenza perpetua sulla Navarra, in cambio della rinuncia a ogni rivendicazione sulla corona d'Aragona.
Il 10 luglio del 1472, mentre il marito cercava di riprendere la lotta con l'aiuto dei beamonteses, Eleonora rimase vedova, e pur riuscendo a mantenne la luogotenenza, si rese conto di essere luogotenente di un piccolo regno di cui non era ancora regina effettiva ed era schiacciata tra le tre potenze che la circondavano: Francia, Aragona e Castiglia; Eleonora, essendo anche contessa reggente di Foix, riuscì a mantenere la luogotenenza della Navarra portando il regno sotto l'influenza preponderante del regno di Francia.
Alla morte del padre, Giovanni, il 20 gennaio del 1479, il fratellastro Ferdinando II, re della corona d'Aragona, si appoggiò ai beamonteses, per portargli via il regno, ma Eleonora con l'appoggio degli agramonteses, riuscì a farsi incoronare, il 28 gennaio dello stesso anno, a Tudela.
Eleonora morì dopo circa due settimane, sempre a Tudela, il 12 febbraio 1479, lasciando il tono al nipote, Francesco Febo, raccomandandogli di cercare l'appoggio del regno di Francia.

## Discendenza
Eleonora a Gastone diede dieci figli:
- Gastone (1444-1470), visconte di Castelbon e principe di Viana[1], luogotenente generale di Navarra, padre di Francesco Febo e Caterina, futuri re di Navarra;
- Pietro (7 febbraio 1449 - 10 agosto 1490), cardinale, vescovo di Vannes e arcivescovo di Arles[1];
- Giovanni (circa 1450-1500), visconte di Narbonne[1] (1468-1500), conte di Étampes (1478-1500), pretendente al trono di Navarra, padre di Gastone di Foix-Nemours e di Germana di Foix;
- Maria (circa 1452-1467), sposò Guglielmo VIII del Monferrato[16];
- Giovanna (circa 1454 - dopo il 1476), sposò, nel 1469, il conte d'Armagnac Giovanni V[16];
- Margherita (circa 1458-1486), sposa di Francesco II di Bretagna e madre di Anna di Bretagna[16];
- Caterina (1460 - prima del 1494), sposa del cugino Gastone II di Foix-Candale[16];
- Isabella (circa 1462-?) sposa Guido signore di Pons[17]
- Eleonora (circa 1466-?), morta giovane[16];
- Giacomo (circa 1469 - 1500), conte di Montfort[1].

## Ascendenza
|                         |                     |                        | Genitori                       |  |  | Nonni |  |  | Bisnonni                |  |  | Trisnonni              |  |
|                         |                     |                        |                                |  |  |       |  |  | Giovanni I di Castiglia |  |  | Enrico II di Castiglia |  |
|                         |                     |                        |                                |  |  |       |  |  | Giovanni I di Castiglia |  |  | Enrico II di Castiglia |  |
|                         |                     | Giovanna Manuele       |                                |  |  |       |  |  | Giovanni I di Castiglia |  |  |                        |  |
| Ferdinando I d'Aragona  |                     |                        |                                |  |  |       |  |  | Giovanni I di Castiglia |  |  |                        |  |
|                         |                     | Leonor d'Aragona       | Pietro IV di Aragona           |  |  |       |  |  |                         |  |  |                        |  |
|                         |                     | Leonor d'Aragona       | Pietro IV di Aragona           |  |  |       |  |  |                         |  |  |                        |  |
|                         |                     | Leonor d'Aragona       | Eleonora di Sicilia            |  |  |       |  |  |                         |  |  |                        |  |
| Giovanni II d'Aragona   |                     | Leonor d'Aragona       |                                |  |  |       |  |  |                         |  |  |                        |  |
|                         |                     | Sancho d'Alburquerque  | Alfonso XI di Castiglia        |  |  |       |  |  |                         |  |  |                        |  |
|                         |                     | Sancho d'Alburquerque  | Alfonso XI di Castiglia        |  |  |       |  |  |                         |  |  |                        |  |
|                         |                     | Sancho d'Alburquerque  | Eleonora di Guzmán             |  |  |       |  |  |                         |  |  |                        |  |
| Eleonora d'Alburquerque |                     | Sancho d'Alburquerque  |                                |  |  |       |  |  |                         |  |  |                        |  |
|                         |                     | Beatriz del Portogallo | Pietro I del Portogallo        |  |  |       |  |  |                         |  |  |                        |  |
|                         |                     | Beatriz del Portogallo | Pietro I del Portogallo        |  |  |       |  |  |                         |  |  |                        |  |
|                         |                     | Beatriz del Portogallo | Inés de Castro                 |  |  |       |  |  |                         |  |  |                        |  |
| Eleonora di Navarra     |                     | Beatriz del Portogallo |                                |  |  |       |  |  |                         |  |  |                        |  |
|                         | Carlo II di Navarra | Filippo III di Navarra |                                |  |  |       |  |  |                         |  |  |                        |  |
|                         | Carlo II di Navarra | Filippo III di Navarra |                                |  |  |       |  |  |                         |  |  |                        |  |
|                         | Carlo II di Navarra | Giovanna II di Navarra |                                |  |  |       |  |  |                         |  |  |                        |  |
| Carlo III di Navarra    | Carlo II di Navarra |                        |                                |  |  |       |  |  |                         |  |  |                        |  |
|                         |                     | Giovanna di Valois     | Giovanni II di Francia         |  |  |       |  |  |                         |  |  |                        |  |
|                         |                     | Giovanna di Valois     | Giovanni II di Francia         |  |  |       |  |  |                         |  |  |                        |  |
|                         |                     | Giovanna di Valois     | Bona di Lussemburgo            |  |  |       |  |  |                         |  |  |                        |  |
| Bianca di Navarra       |                     | Giovanna di Valois     |                                |  |  |       |  |  |                         |  |  |                        |  |
|                         |                     | Enrico II di Castiglia | Alfonso XI di Castiglia        |  |  |       |  |  |                         |  |  |                        |  |
|                         |                     | Enrico II di Castiglia | Alfonso XI di Castiglia        |  |  |       |  |  |                         |  |  |                        |  |
|                         |                     | Enrico II di Castiglia | Eleonora di Guzmán             |  |  |       |  |  |                         |  |  |                        |  |
| Eleonora di Castiglia   |                     | Enrico II di Castiglia |                                |  |  |       |  |  |                         |  |  |                        |  |
|                         |                     | Giovanna Manuele       | Giovanni Emanuele di Castiglia |  |  |       |  |  |                         |  |  |                        |  |
|                         |                     | Giovanna Manuele       | Giovanni Emanuele di Castiglia |  |  |       |  |  |                         |  |  |                        |  |
|                         |                     | Giovanna Manuele       | Bianca de La Cerda y Lara      |  |  |       |  |  |                         |  |  |                        |  |
|                         |                     | Giovanna Manuele       |                                |  |  |       |  |  |                         |  |  |                        |  |

### Fonti primarie
- (FR)  Histoire généalogique et chronologique de la maison royale de France, tomus III.
- (OC, FR)  Chroniques romanes des comtes de Foix.

### Letteratura storiografica
- Rafael Altamira, Spagna, 1412-1516, in Cambridge University Press - Storia del mondo medievale, vol. VII, pp. 546–575, Garzanti, 1999
- Elena Woodacre, The Queens regnant of Navarre, Palgrave Macmillan, New York 2013.